# Idol Lips
Gli Idol Lips sono un gruppo punk rock nato a Ceccano nel 2005.

## Storia
La formazione originale (attiva fino alla fine del 2008) prevedeva Tony Volume alla chitarra, Mr Adrian Valentine alla voce, Vale Blade alla chitarra, Dee Blade alla batteria e Paul Vegas al basso.
Nel 2006 esce il loro album d'esordio (in vinile) intitolato Too Much for the City, prodotto da Alex Vargiu (leader dei romani Dissuaders e già con i Bloody Riot e i Bingo), distribuito in Italia dalla Hate Records, negli Stati Uniti dalla Dead Beat Records e in Inghilterra dall'Underground Medicine.
Il suono è quello della New York punk del 1977, quello delle band che altalenavano tra il palco del CBGB'S e del Max Kansas City.
Nel 2007 partecipano al festival punk "Road to Ruins" di Roma, dove dividono il palco con Cheetah Chrome (chitarrista dei Dead Boys), Zeros e molti altri e all'Eastpack Etnika Rock di Ceccano, insieme a Ok Go, Strung Out, Senzabenza, Roy Paci ecc.
Nel 2008 il disco è stato ristampato (questa volta su CD) dall'etichetta americana Zodiac Killer Records. Pubblicano poi il loro secondo disco, Love Hurts, un EP contenente tre canzoni pubblicato dall'etichetta inglese No Front Theeth Records e partono per un minitour londinese in cui, assieme al loro futuro bassista Luke Voltage, fanno anche da backing band al rocker statunitense Rick Blaze per tre concerti.
Nel 2009 cambiano formazione, con Luke Voltage al basso, e Tony Volume (dopo l'abbandono di Mr. Valentine) alla voce. L'anno successivo, con la nuova formazione, tornano in studio per registrare la loro terza fatica discografica, l'album Scene Repulisti, che prevede una scaletta di 10 pezzi di rinnovato (ma sempre old school NY '77) punk rock. Il nuovo disco esce a marzo 2011, in una doppia versione: in CD per l'etichetta Nerdsound Records, e in vinile per l'etichetta Whitezoo Records.
Nel 2011 vede la luce il secondo LP "Scene Repulisti" in una doppia versione:su cd per l'etichetta "NerdSound Record" e su vinile per la "White Zoo Records"
Dopo diversi anni di concerti live ed un cambio nella line-up, con l'ingresso di Adrian Ics al basso, gli Idol Lips tornano in studio ad Aprile 2017.
Nel giugno 2018 esce per la tedesca "Wanda Records", il nuovo album "Street Values", in versione vinile.

## Formazione

### Formazione attuale
- Tony Volume - chitarra, voce
- Dee Blade - batteria
- Vale Blade - chitarra
- Adrian Ics - basso

### Ex componenti
- Mr.Adrian Valentine - voce
- Paul Vegas - basso
- Luke Voltage - basso

## Discografia

### Album studio
- 2006 - Too Much For The City ([LP] (Hate Records) - 2008 [CD] (Zodiac Killer Records))
- 2011 - Scene Repulisti ([CD] (Nerdsound Records) - [LP] (Whitezoo Records))
- 2018 - Street Values ([LP] (Wanda Records))

### EP
- 2008 - Love Hurts ([LP] (No Front Teeth Records))